# James Neel
James Van Gundia Neel (22 mars 1915 - 1er février 2000) est un généticien américain qui joue un rôle clé dans le développement de la génétique humaine en tant que domaine de recherche aux États-Unis. Il apporte d'importantes contributions à l'émergence de l'épidémiologie génétique et poursuit une compréhension de l'influence de l'environnement sur les gènes. 

## Biographie
Neel fréquente le College of Wooster avec un diplôme en biologie en 1935 et obtient ensuite obtenu son doctorat à l'Université de Rochester.
Dans ses premiers travaux, il étudie la drépanocytose et la thalassémie et mène des recherches sur les effets des radiations sur les survivants du bombardement atomique d'Hiroshima. En 1956, Neel crée le département de génétique de l'Université du Michigan, le premier département de génétique humaine d'une école de médecine aux États-Unis. Il est élu membre de l'Académie américaine des arts et des sciences en 1971.
Neel développe « l'hypothèse du gène économe » selon laquelle les humains paléolithiques, confrontés à de longues périodes de faim ponctuées de brèves périodes de surplus alimentaire, se seraient adaptés génétiquement en traitant plus efficacement les graisses et les glucides pendant les périodes de fête, pour être physiologiquement résilients pendant les périodes de famine. Neel pense que cette adaptation génétique aurait pu créer une prédisposition au diabète sucré de type 2. Cette théorie est ensuite discréditée par des recherches menées par Neel lui-même.
Neel s'intéresse particulièrement à la compréhension du génome humain sous un angle évolutif, un concept qu'il aborde dans son travail de terrain avec l'anthropologue culturel Napoléon Chagnon parmi les Yanomamo et les Xavante au Brésil et au Venezuela. Son implication dans ce travail de terrain fait l'objet d'un examen minutieux dans la controverse Darkness in El Dorado, un scandale en anthropologie qui éclate en 2000 impliquant de nombreuses allégations de recherche contraire à l'éthique qui provoquent de graves dommages à la réputation de Neel. L'accusation est que Neel a délibérément injecté aux indigènes sud-américains un vaccin virulent contre la rougeole pour déclencher une épidémie qui a tué des centaines et probablement des milliers de personnes. Cependant, ces allégations contre lui n'ont jamais été étayées par aucune preuve, et il est découvert plus tard que l'épidémie de rougeole était antérieure à son arrivée. La majorité des allégations dans Darkness in El Dorado se sont depuis avérées avoir été fabriquées par l'auteur.
En 1960, il reçoit le Prix Albert-Lasker pour la recherche médicale fondamentale , en 1965 le Prix William-Allan et en 1974 la Médaille nationale des sciences.